# Kazimierzewo
Kazimierzewo [pronunciación en polaco: /kaʑimjɛˈʐɛvɔ/] es un pueblo ubicado en el distrito administrativo de Gmina Kcynia, dentro del Distrito de Nakło, Voivodato de Cuyavia y Pomerania, en el norte de Polonia central. Se encuentra aproximadamente a 8 kilómetros al noroeste de Kcynia, a 15 kilómetros al suroeste de Nakło nad Notecią, y a 39 kilómetros al oeste de Bydgoszcz.